# Balogh Attila (zenész)
Balogh Attila (Szeged, 1993. November 29.) magyar basszusgitáros, zeneszerző, dalszövegíró. 
A magyar stoner és sludge metal színtér meghatározó alakja. Jelenleg a Lazarvs és a Dungaree zenekarok tagja.

## Pályafutása
2014-ben alapította meg a szegedi székhelyű Dungaree zenekart Horváth Zoltán gitárossal, László Gergely énekessel és Dencs Dominik dobossal. A zenekar stoner rock, grunge és doom metal elemeket ötvöző zenét játszik. Attila a kezdetektől fogva basszusgitárosként, zeneszerzőként, dalszövegíróként vesz részt a zenekar munkájában. 
A Dungaree első kislemeze, a Climb Out Of The River 2014 őszén jelent meg, majd ezt követte a Final Yell 2015 tavaszán. Első nagylemezük, a Bipolar World 2016-ban látott napvilágot, amit a szegedi Our Sound Recordingban (ma: Miracle Sound Studio) rögzítettek. Második albumuk, az Electric Altar 2018 őszén jelent meg, amelyet Londonban, a Toe Rag Studiosban rögzítettek a Grammy díjas Liam Watson producer közreműködésével.  Az itt szerzett tapasztalatok és élmények óriási hatással voltak karrierje további részére.
2023 júniusában csatlakozott a budapesti Lazarvs zenekarhoz, miután Prepelicza Zoltán basszusgitáros távozott a formációból. A zenekar ötödik albumának a videó klipjeiben és a bemutatóturnéján már ő szerepelt. 
Attila kiválasztása a Lazarvs új basszusgitárosának szinte magától értetődő volt: már régóta játszott együtt Makai László dobossal a Dungaree-ben, és bár Áron Andrással korábban csak alkalmanként találkoztak, a közös érdeklődési kör és az azonnali személyes összhang gyorsan megerősítette a döntést.
András szerint Attila precíz, céltudatos zenész, aki mérnöki pontossággal hozza azt a „mennydörgést alulról”, ami a Lazarvs hangzásának alapja. Emellett érzékenyen és tisztelettel viszonyul a zenekarhoz és a szerepéhez, ami különösen értékessé teszi jelenlétét.

## Játékstílusa
Egy 2017-es interjúban olyan meghatározó lemezeket sorolt fel, amelyek hatása jól érzékelhető agresszív, torzított, groove-orientált játékstílusán és azon a hozzáálláson, amellyel a basszusgitárt sokszor ritmusgitár-szerű funkcióban használja. Balogh Attila jellemzően torzított, mélyre hangolt, masszív hangzást használ mindkét zenekarában, amelyet saját bevallása szerint többek közt a Mclusky és DFA1979 inspirált.
Hangszerparkja és erősítői tökéletesen tükrözi a stílusát: erőteljes, torzított, mégis kontrollált és zenei megszólalást keres. Bár éveken át gyűjtötte a ritkaságszámba menő basszusgitárokat, végül a klasszikus Fender Precision modellekhez tért vissza.
2025-ben a szlovák GV Guitars artistja lett.

## Diszkográfia

### Dungaree
- 2014 - Climb Out Of The River (EP)
- 2015 - Final Yell (EP)
- 2016 - Bipolar World (album)
- 2018 - Electric Altar (album)
- 2021 - Mountain (Single)
- 2021 - Monolith (Single)